# Snowflake Midnight
Snowflake Midnight è il settimo album discografico della rock band statunitense Mercury Rev, pubblicato nel 2008.
Comprende anche (in versione vinile e digitale) un altro CD, Snowflake Attractor.

## Tracce

### Snowflake Midnight
1. Snowflake in a Hot World - 3:58
2. Butterfly's Wing - 4:06
3. Senses on Fire - 3:30
4. People are So Unpredictable (There's No Bliss Like Home) - 6:40
5. October Sunshine - 2:12
6. Runaway Raindrop - 5:55
7. Dream of a Young Girl as a Flower - 7:55
8. Faraway from Cars - 3:19
9. A Squirrel and I (Holding On...and Then Letting Go) - 3:54

### Strange Attractor
1. Love Is Pure
2. Taken Up into Clouds, Changed and Rained Down
3. Pure Joie de la Solitude
4. Persistence and the Apis Mellifera
5. Fable of a Silver Moon
6. Loop Lisse, Loop
7. In My Heart, a Strange Attractor
8. Incident on Abeel Street
9. Af Den Fader Kommer Den Sol
10. Because Because Because
11. Nocturne for Norwood

## Musicisti
- Jonathan Donahue - Voce, Chitarra
- Grasshopper - Chitarra
- Dave Fridmann - Basso
- Jeff Mercel - Batteria
- Carlos Anthony Molina - Basso